# Arthmius involutus
Arthmius involutus är en skalbaggsart som beskrevs av Thomas Casey 1894. Arthmius involutus ingår i släktet Arthmius och familjen kortvingar. Inga underarter finns listade i Catalogue of Life.